# Thargelia rosacae
Thargelia rosacae är en fjärilsart som beskrevs av Rothschild. Thargelia rosacae ingår i släktet Thargelia och familjen nattflyn. Inga underarter finns listade i Catalogue of Life.